# السطوح (فلم 1984)
السطوح هو فيلمٌ مصريٌ أُنتج عام 1984.

## قصة الفيلم
يعرض الفيلم قصة مجموعة من العائلات والأفراد الذين يشتركون في العيش فوق سطح إحدى العمارات في المدينة.
الأرملة نبيلة (بوسي) تقرر بيع شقتها، والعيش فوق سطح نفس العمارة، مع ابنها أحمد (شريف محسن)، بعد أن استولى عمه خليل (صلاح نظمي)، بتحريض من زوجته (آمال شريف)، على أملاك والده. تعمل نبيلة لكي تنفق على ولدها، في حين يعمل أحمد بغير علمها مع الأسطى عطية السمكري (وحيد سيف).
الأسطى عطية متزوج من امرأتين. الأولى هي فكيهة ابنه عمه (ليلى فهمي)، التي تزوجها من عشرين سنة ولم ينجب منها أطفال، والثانية هي أنيسة (شويكار)، التي حملت بعد زواجها منه.
محصل التذاكر كرم (فريد شوقي) يعمل بكد لينفق على أفراد أسرته المكونة من زوجته إنصاف (نعيمة الصغير)، وابنته الطالبة الجامعية سونة (سمية الألفي)، وأولاد وبنات آخرون. تحب زميلها مدحت (عادل برهام) دون علم أبيها، الذي تثور ثائرته حين يعلم بعلاقتهما، ويقرر تزوج ابنته من رجل ثري (محمد شوقي) قبل أن يتراجع عن ذلك.
يعيش في السطح بشكل منفرد كلٌ مبروك (حسن مصطفى)، الذي يخبئ نقوده في جورب داخل غرفته، والراقصة نبوية (عزيزة راشد)، والطالب الجامعي عبده (أحمد ماهر)، الذي تحبه نبوية وتسعى للإيقاع به، والساكن الجديد فريد (فاروق الفيشاوي) الذي يتعرف على الأرملة نبيلة، ويصادق ابنها.
في العمارة نفسها تعيش السيدة زوزو (نبيلة السيد)، التي اشترت الشقة من الأرملة نبيلة، وتقيم في شقتها حفلات مشبوهة.
يتضح أن فريد هو أخو زوجة خليل، عم الطفل أحمد، وأنه يتجسس على نبيلة ليقدم للمحكمة دليلاً يثبت أنها غير جديرة بتربية ولدها، لكنه يندم على ذلك بعد تقديم ذلك الدليل، ويشهد بنزاهة سلوك أمينة. أما الأسطى عطية فيقتل زوجته أنيسة بعد أن علم أنها لم تحمل منه، وإنما من صديقه رشاد (محمود العراقي). في حين يصاب مبروك بالجنون بعد أن يرمي جورب نقوده في الشارع دون قصد. أما نبوية فتتخلى عن عبده بعد أن قرر منتج شرائط الكاسيت عبد العال بلالة (بهجت قمر) أن يتبانها فنياً.
تشتري الثرية زوزو سطح العمارة، وتجبر سكانه على المغادرة!

## قائمة الشخصيات
- فريد شوقي في دور كرم الكمسري (محصل التذاكر).
- نعيمة الصغير في دور أم سونة، زوجة كرم.
- سمية الألفي في دور سونة بنت كرم.
- بوسي في دور الأرملة نبيلة.
- شريف محسن في دور أحمد، ابن نبيلة.
- صلاح نظمي في دور خليل، عم أحمد.
- آمال شريف في دور زوجة خليل.
- فاروق الفيشاوي في دور فريد، أخو زوجة خليل.
- حسن مصطفى في دور مبروك.
- أحمد ماهر في دور الطالب عبده.
- عزيزة راشد في دور نبوية.
- وحيد سيف في دور الأسطى عطية السمكري.
- ليلى فهمي في دور فكيهة، ابنة عم عطية، وزوجته الأولى.
- شويكار في دور أنيسة، زوجة عطية الثانية.
- محمود العراقي في دور رشاد، صديق عطية.
- نبيلة السيد في دور زوزو، صاحبة الشقة.
- سيف الله مختار في دور عمر البواب.

## مصدر
1. ↑  فاروق الفيشاوي... «برنس السينما المصرية» نسخة محفوظة 12 مايو 2022 على موقع واي باك مشين.
2. ↑  محمود قاسم، موسوعة الأفلام العربية، الجزء الثاني، نسخة إلكترونية، لندن، الطبعة الأولى، ديسمبر، 2017، ص 34.

## وصلات خارجية
- السطوح على موقع الدهليز
- السطوح على موقع قاعدة بيانات الأفلام العربية
- السطوح على موقع الدهليز
- السطوح على موقع كاروهات